# Tipula (Sinotipula) curtisiana
Tipula (Sinotipula) curtisiana is een tweevleugelige uit de familie langpootmuggen (Tipulidae). De soort komt voor in het Oriëntaals gebied.